# Saison 1 de Mon oncle Charlie
Chronologie
Saison 2
Cet article présente la première saison de la série télévisée Mon oncle Charlie.

## Synopsis
Charlie Harper est un compositeur de jingles publicitaires à succès qui mène une vie de riche célibataire : maison sur la plage de Malibu, voiture de luxe, innombrables conquêtes féminines... Mais un beau jour, son frère Alan, chiropracteur un peu coincé, se sépare de sa femme et débarque avec Jake, son fils âgé d'une dizaine d'années. Ce qui, au départ, ne devait être qu'un hébergement temporaire se transforme en cohabitation qui bouleverse l'univers de Charlie.

## Distribution

### Acteurs principaux
- Charlie Sheen (VF : Olivier Destrez) : Charlie Harper
- Jon Cryer (VF : Lionel Tua) : Alan Harper
- Angus T. Jones (VF : Brigitte Lecordier) : Jake Harper
- Holland Taylor (VF : Maaïke Jansen) : Evelyn Harper
- Melanie Lynskey (VF : Géraldine Giraud) : Rose
- Marin Hinkle (VF : Elisabeth Fargeot) : Judith Harper

### Acteurs récurrents
- Conchata Ferrell (VF : Elisabeth Margoni) : Berta (épisodes 4, 10, 12, 14, 18, 20, 23 et 24)

### Invités
- Steven Tyler : lui-même (épisode 4)
- Liz Vassey : Kate (épisode 5)
- Denise Richards (VF : Barbara Delsol) : Lisa (épisode 10)
- Rebecca McFarland (VF : Véronique Rivière) : Leanne (épisodes 11 et 18)
- JD Walsh : Ted (épisode 14)
- Jenna Elfman (VF : Maïk Darah) : Frankie (épisodes 15 et 16)
- Juliette Goglia : Joanie (épisodes 15 et 16)
- Teri Hatcher (VF : Claire Guyot) : Liz (épisode 19)
- Jane Lynch (VF : Danièle Orth) : Dr. Linda Freeman (épisodes 20 et 22)
- Heather Locklear (VF : Dominique Dumont) : Laura (épisode 21)

### Invités Spéciaux
- Megan Fox (VF : Aurélia Bruno) : Prudence (épisode 12)

## Production
La série se déroule dans une maison à Malibu en Californie, mais la majorité des scènes sont tournées à Burbank, Californie dans les studios de Warner Brothers. La chanson du générique est écrite par le créateur de la série Chuck Lorre.

## Liste des épisodes

### Épisode 1:Tonton Charlie
- États-Unis : 22 septembre 2003 sur CBS
- France : 4 janvier 2005 sur Jimmy
- Québec : 1er juin 2009 sur TQS[3]
- Suisse : sur TSR1

- États-Unis : 18,44 millions de téléspectateurs[4]

- Eddie Gorodetsky (Doug)
- Louisette Geiss (Karen)
- Don Foster (Ken)
- Eugene Byrd (Lenny)
- Jennifer Taylor (Suzanne)
- Frankie Jay Allison (Rodney)
- Tom Wilson (Mike)
- Kristin Bower (Lauren)

### Épisode 2:Les Intrus
- États-Unis : 29 septembre 2003
- France : 4 janvier 2005

- États-Unis : 16,18 millions de téléspectateurs[5]

### Épisode 3:Porky est mort
- États-Unis : 6 octobre 2003
- France : 8 février 2005

- États-Unis : 14,82 millions de téléspectateurs[6]

- Darryl Sivad (Chauffeur de taxi)

### Épisode 4:Un Ménage à trois
- États-Unis : 13 octobre 2003
- France : 8 février 2005

- États-Unis : 14,73 millions de téléspectateurs[7]

- Steven Tyler (lui-même)
- Justin T. Milner (lui-même)

### Épisode 5:Massage dorsal
- États-Unis : 20 octobre 2003

- États-Unis : 15,24 millions de téléspectateurs[8]

- Liz Vassey (Kate)
- Christine Dunford (Gloria)
- Tricia O’Kelley (Brooke)
- Eric Allan Kramer (Bill)
- Zacharie Polmanteer (Ernie)
- Justin T. Milner (lui-même)

### Épisode 6:Problème de communication
- États-Unis : 27 octobre 2003

- États-Unis : 15,82 millions de téléspectateurs[9]

- Madison Mason (Tommy Pearson)
- Krista Allen (Olivia)

### Épisode 7:Éducation sexuelle
- États-Unis : 3 novembre 2003

- États-Unis : 16,02 millions de téléspectateurs[10]

- Kristine Dattilo (Cindy)

### Épisode 8:L'Art d'accommoder les sauces
- États-Unis : 10 novembre 2003

- États-Unis : 15,81 millions de téléspectateurs[11]

- Deena Dill (Miss Tuttle)
- Abigail Mavity (Brianna)
- Ryhan Nicole Smith (Ashley)
- Katelyn Petersen (Katie)
- Sam Lerner (Andrew)
- Jacob Urrutia (Luis)

### Épisode 9:Phase un, terminé
- États-Unis : 17 novembre 2003

- États-Unis : 15,98 millions de téléspectateurs[12]

- Myndy Crist (Wendy)
- Christopher Jacobs (Dave)

### Épisode 10:Joyeux Thanksgiving
- États-Unis : 24 novembre 2003

- États-Unis : 17,14 millions de téléspectateurs[13]

- Denise Richards (Lisa)
- George Wilner (Sheldon)
- Christine Rose (Lenore)

### Épisode 11:Le Chouchou de ces dames
- États-Unis : 15 décembre 2003

- États-Unis : 14,77 millions de téléspectateurs[14]

- Rebecca Mac Farland (Leanne)
- Lucky Vanous (Kevin)
- John Valdetero (Phil)
- Daniel Escobar (Richard)

### Épisode 12:Hormones et phéromones
- États-Unis : 5 janvier 2004

- États-Unis : 16,75 millions de téléspectateurs[15]

- Megan Fox (Prudence)
- Noel Fisher (Freddie)
- Lisa Arning (Cheryl Ann)

### Épisode 13:La Fièvre du dimanche soir
- États-Unis : 12 janvier 2004

- États-Unis : 17,86 millions de téléspectateurs[16]

- Johanna Black (Desiree)
- Lori Lynn Lively (Kathy)

### Épisode 14:Plaie d'argent n'est pas mortelle
- États-Unis : 2 février 2004

- États-Unis : 16,48 millions de téléspectateurs[17]

- Richard Lewis (Stan)
- JD Walsh (Ted)
- Nick Toth (Présentateur)
- Elena Lyons (Susan)

### Épisode 15:La Fille qui avait un grain
- États-Unis : 9 février 2004

- États-Unis : 16,96 millions de téléspectateurs[18]

- Jenna Elfman (Frankie)
- Juliette Goglia (Joanie)

### Épisode 16:Un Échange de salive
- États-Unis : 16 février 2004

- États-Unis : 17,39 millions de téléspectateurs[19]

- Jenna Elfman (Frankie)
- Juliette Goglia (Joanie)

### Épisode 17:Un Cheeseburger, s'il vous plaît!
- États-Unis : 23 février 2004

- États-Unis : 16,48 millions de téléspectateurs[20]

- Vernee Watson-Johnson (Infirmière)
- Kris Lyer (Dr Prajneep)
- Ski Carr (Gonzales)
- Elise Robertson (Seconde Infirmière)

### Épisode 18:Copain-copine
- États-Unis : 1er mars 2004

- États-Unis : 17,1 millions de téléspectateurs[21]

- Chris O'Donnell (Bill)
- Rebecca Mac Farlan (Leanne)

### Épisode 19:Petits écarts
- États-Unis : 22 mars 2004

- États-Unis : 16,43 millions de téléspectateurs[22]

- Teri Hatcher (Liz)

### Épisode 20:La Névrose familiale
- États-Unis : 19 avril 2004

- États-Unis : 14,58 millions de téléspectateurs[23]

- Jane Lynch (Dr Linda Freeman)
- Amanda Tosch (Vicki)

### Épisode 21:On ne renifle pas l'assistante
- États-Unis : 3 mai 2004
- Québec : 29 juin 2009 sur TQS[24]

- États-Unis : 16,2 millions de téléspectateurs[25]

- Heather Locklear (Laura)
- Marc Grapey (Stuart)
- Alana de la Garza (Crystal)

### Épisode 22:La Psy de Jake
- États-Unis : 10 mai 2004
- Québec : 30 juin 2009 sur TQS[26]

- États-Unis : 16 millions de téléspectateurs[27]

- Jane Lynch (Dr Linda Freeman)
- Jammy Day (Annette)
- Amanda Swisten (Darlene)
- Steffani Brass (Debbie)

### Épisode 23:Comme un buffle en rut
- États-Unis : 17 mai 2004
- Québec : 1er juillet 2009 sur TQS[28]

- États-Unis : 15,2 millions de téléspectateurs[29]

- Stacey Davids (Linda)
- Cheril White (Ruth)
- Amy Farrington (Kathleen)
- Yvette Nicole Brown (Mandy)
- Kristin Richardson (Tiffany)

### Épisode 24:Grande décision
- États-Unis : 24 mai 2004
- France :  sur Jimmy
- Québec : 2 juillet 2009 sur TQS[30]

- États-Unis : 18,16 millions de téléspectateurs[31]

- Terry Roads (Dr Andrew Sperlock)
- Jenna Gering (Naomi)
- Byrne Offutt (Paul)